# Польворон

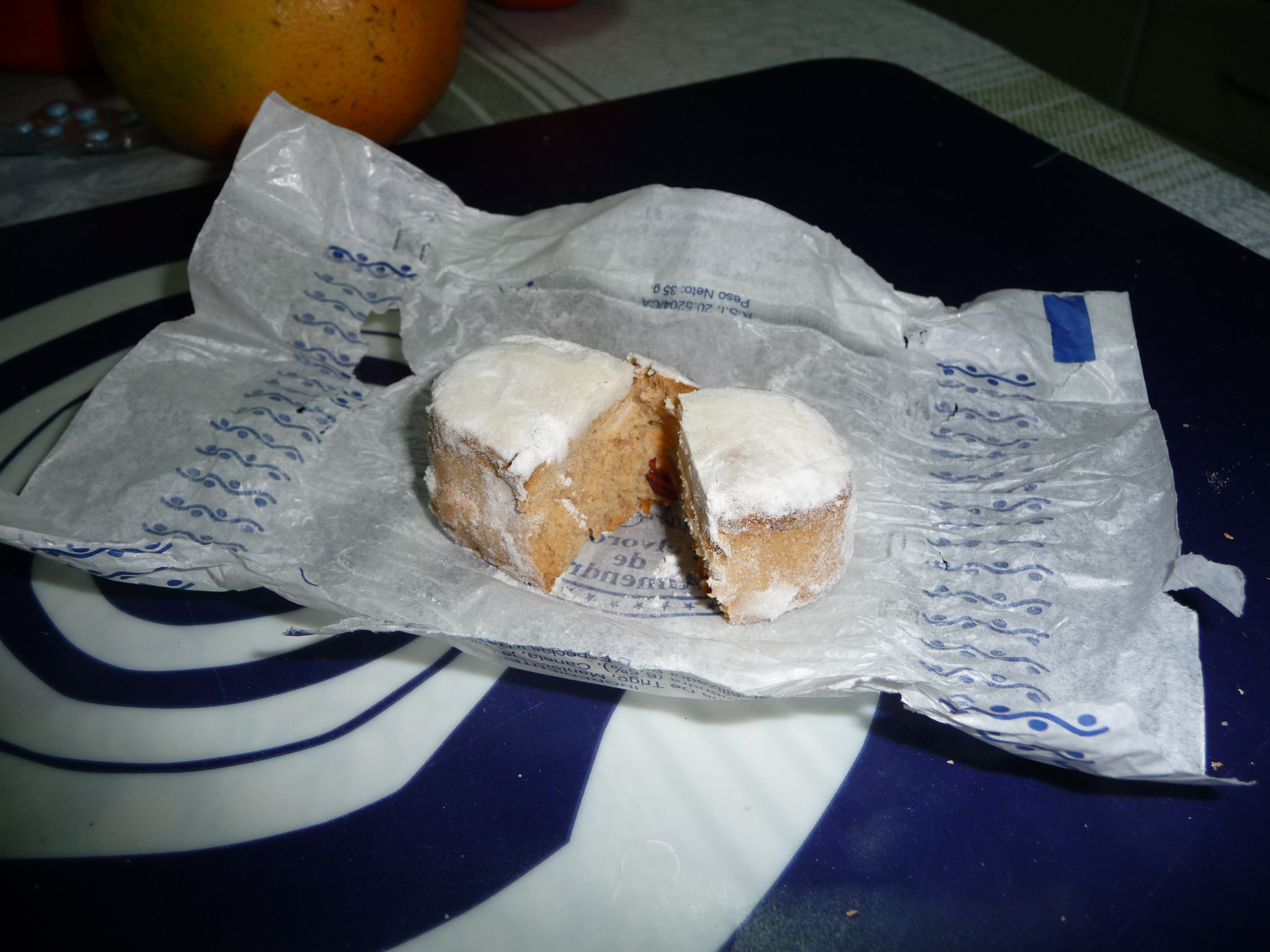
Польворони в паперовій обгортці

Польворо́н (ісп. polvorón); арабська: ghurayba; себуанська: polboron; тагальська: pulburon) — вид андалуського пісочного печива, яке походить з Леванту, популярний в Іспанії та Латинській Америці, а також колишніх іспанських колоніях, таких як Філіппіни, на Різдво. Його роблять з борошна, цукру, молока та горіхів. Раніше польворони зазвичай пекли в період з вересня по січень, але зараз їх, як правило, можна купити в будь-який час року. В Андалусії є близько 70 підприємств, які є частиною синдикату, що виробляє польворони і мантекадо.

## Місцеві різновиди

### Мексика
У Мексиці польворони зазвичай подаються на весіллях та різних святах. Печива роблять у вигляді маленьких кульок, як правило з горіхом-пеканом. В США вони відомі як мексиканське весільне печива

### Філіппіни
На Філіппінах існує кілька місцевих різновидів традиційного рецепту польворонів. Це, наприклад, польворони з горіхами кеш'ю, польворони з pinipig (зелені пластівці з пресованого недостиглого рису), і навіть суничні польворони і польворони зі смаком морозива «cookies-and-cream».

### Іспанія
Мантекадо (Mantecado) — це іспанське пісочне печиво, дуже схоже на польворони. Назва мантекадо походить від manteca de cerdo iberico (сало іберійської свині), яке входить до їх складу. Наразі існують різновиди, до складу яких замість тваринного жиру входить, наприклад, оливкова олія.

### США
У південному Техасі польворони, іноді звані «Pan de Polvo», роблять з додаванням анісу.